# Cernadilla
Cernadilla (auch: Cernadiella) ist ein nordwestspanischer Ort und eine Gemeinde (municipio) mit 110 Einwohnern (Stand: 2024) im Süden der Provinz Zamora in der Autonomen Gemeinschaft Kastilien-León. Zur Gemeinde gehören neben dem namensgebenden Hauptort Cernadilla die Ortschaften San Salvador de Palazuelo und Valdemerilla.

## Lage und Klima
Cernadilla liegt am westlichen Rand der Kastilischen Hochebene (Meseta Iberica) in einer Höhe von ca. 905 m. Begrenzt wird die Gemeinde im Süden durch den Río Tera. Die Provinzhauptstadt Zamora ist gut 85 km (Fahrtstrecke) in südsüdöstlicher Richtung entfernt. Die Autovía A-52 führt durch die Gemeinde. Nur im äußersten Westen wird die Talsperre Cernadilla von der Gemeinde berührt. 
Das gemäßigte Kontinentalklima wird nur selten vom Atlantik beeinflusst; Regen (794 mm/Jahr) fällt vorwiegend im Winterhalbjahr.

## Bevölkerungsentwicklung
| Jahr      | 1970 | 1981 | 1991 | 2001 | 2011 | 2021 |
| Einwohner | 383  | 277  | 193  | 179  | 169  | 113  |

## Sehenswürdigkeiten

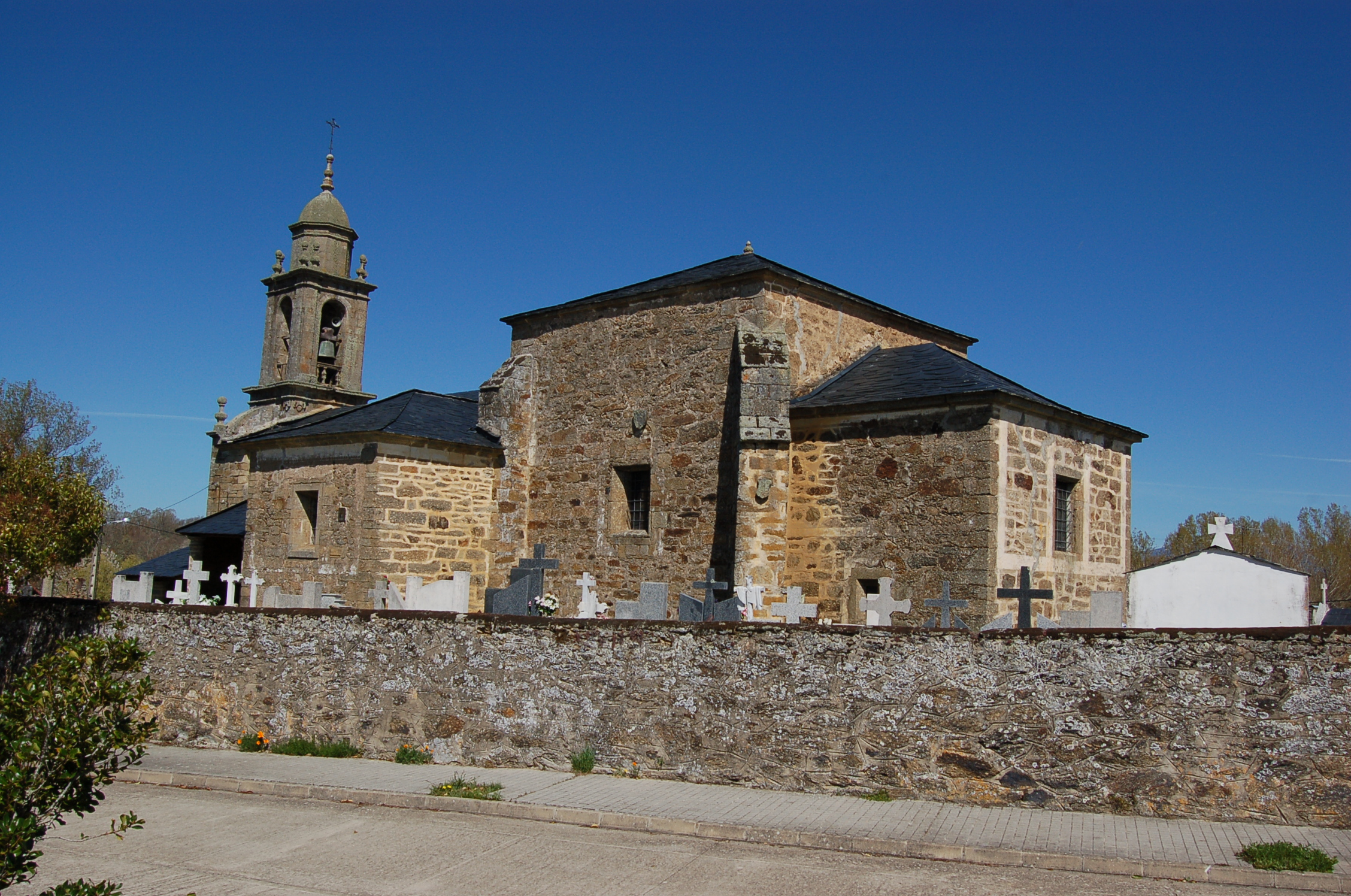
Marienkirche
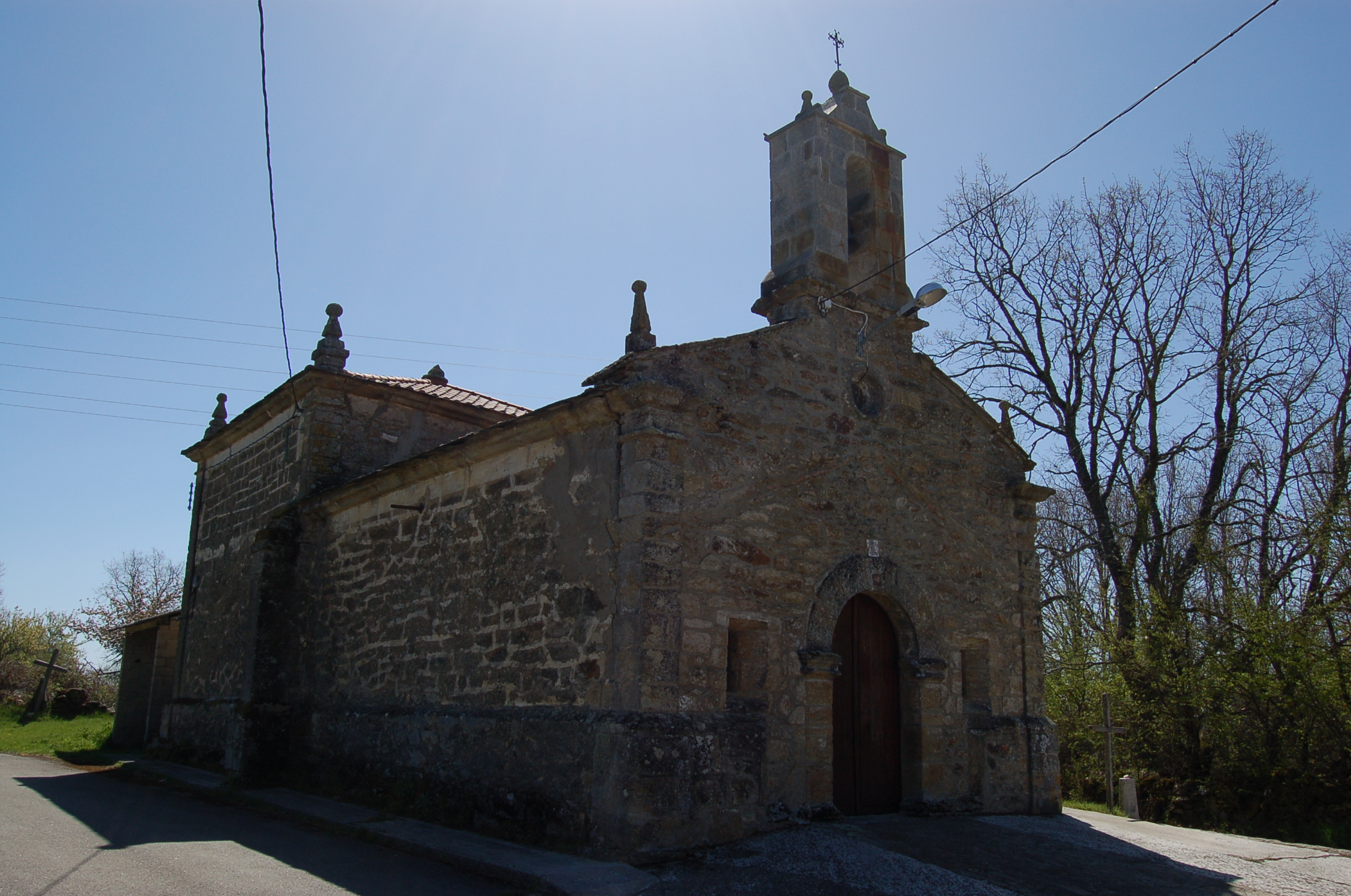
Christuskapelle
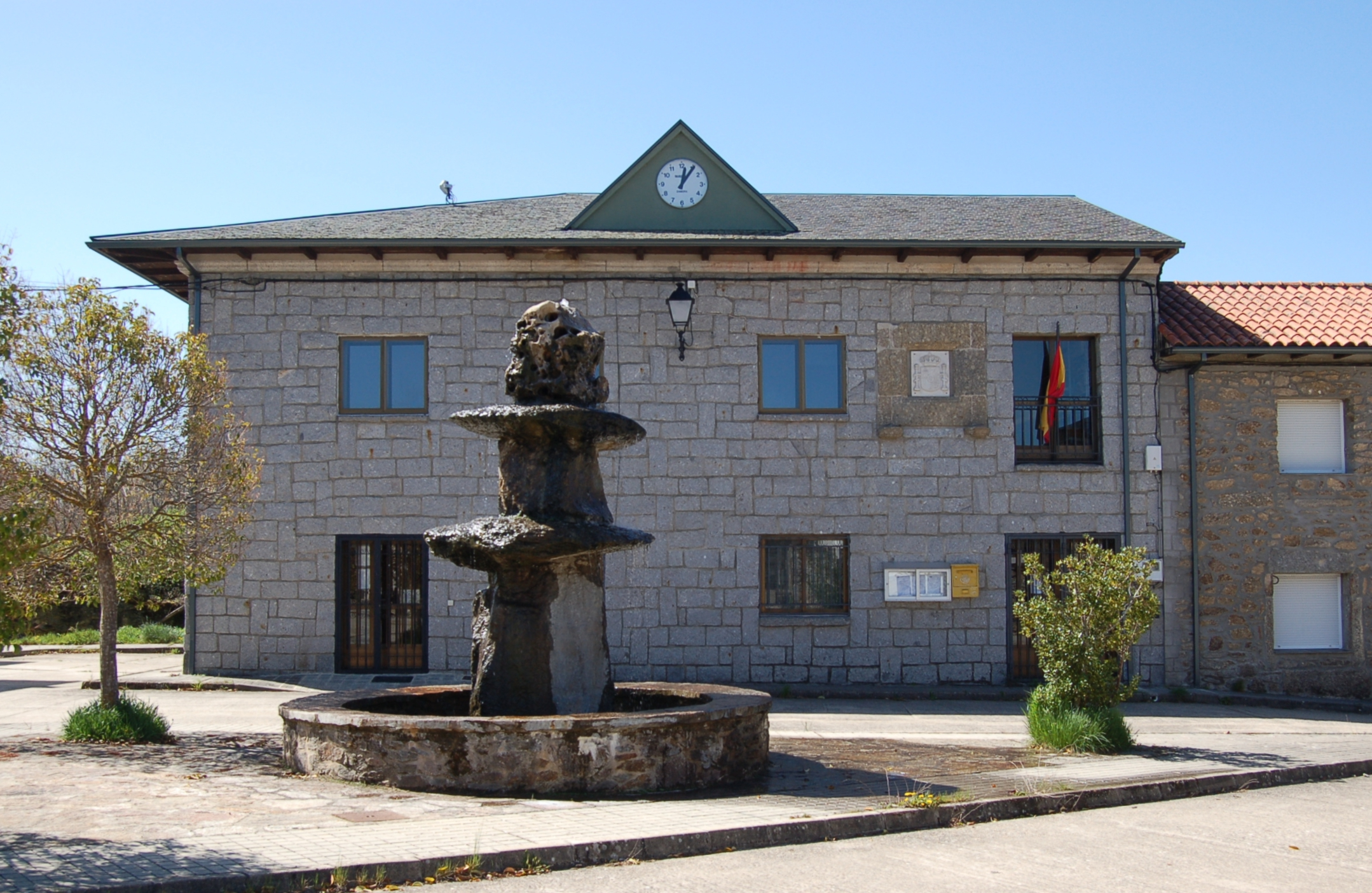
Rathaus

- Marienkirche
- Christuskapelle
- Rathaus